# The Girl in the Spider's Web
The Girl in the Spider's Web (titulada La chica en la telaraña en Hispanoamérica y Millennium: Lo que no te mata te hace más fuerte en España) es una película de suspense sueco-estadounidense de 2018, dirigida por Federico Álvarez y escrita por Steven Knight y basada en la novela Det som inte dödar oss («Lo que no nos mata»), de David Lagercrantz, integrante de la saga Millennium, que protagonizan los personajes de la hacker Lisbeth Salander y el periodista Mikael Blomkvist. Está protagonizada por Claire Foy, Sverrir Gudnason, Lakeith Stanfield, Sylvia Hoeks, Claes Bang, Cameron Britton y Stephen Merchant. La cinta fue estrenada el 9 de noviembre de 2018.

## Argumento
La hacker Lisbeth Salander (Claire Foy) y el periodista Mikael Blomkvist (Sverrir Gudnason) se encuentran atrapados en una red de espías, ciberdelincuentes y funcionarios corruptos del gobierno.

## Reparto
- Claire Foy como Lisbeth Salander
  - Beau Gadsdon como Lisbeth de joven
- Sverrir Gudnason como Mikael Blomkvist, periodista y compañero de Lisbeth
- Lakeith Stanfield como Ed Needham, un experto en seguridad de la NSA
- Sylvia Hoeks como Camilla Salander
- Claes Bang como Jan Holtser
- Cameron Britton como Plague
- Stephen Merchant como Frans Balder
- Synnøve Macody Lund como Gabriella Grane
- Vicky Krieps como Erika Berger
- Andreja Pejić como Sofia

## Producción
El 4 de noviembre de 2015, The Hollywood Reporter anunció que Sony Pictures Entertainment estaba planeando comenzar una nueva película sobre la Saga Millennium comenzando por el libro The Girl in the Spider's Web, de David Lagercrantz. También se anunció que Rooney Mara y Daniel Craig, los protagonistas de The Girl with the Dragon Tattoo (2011), no volverían a sus papeles, por lo que se abriría un casting para nuevos actores, y que el director David Fincher tampoco participaría en este nuevo proyecto. El guionista Steven Knight fue elegido para adaptar la novela, mientras que los productores serían Scott Rudin, Amy Pascal y Elizabeth Cantillon, junto a Berna Levin, Søren Stærmose y Ole Sondberg (de la compañía "Yellow Bird"). TheWrap dijo que Sony estaba interesado en Alicia Vikander para el papel de Lisbeth Salander. Sin embargo, mientras promocionaba la película Carol, Mara dijo que ella no formaba parte del proyecto todavía.
El 2 de noviembre de 2016, Variety reportó que Sony estaba en negociaciones con el director uruguayo Federico Álvarez para dirigir la película, la cual Eli Bush produciría junto a Rudin, Pascal, Cantillon, Søndberg y Stærmose, mientras se rumoreaba que Mara volvería a encarnar a Salander. Pero en marzo de 2017, se reveló que la película contaría con un reparto totalmente nuevo en comparación con la película de 2011, y que la producción comenzaría en septiembre de 2017. En mayo de 2017, se anunció que Claire Foy había sido contratada para el papel de Salander, y, en septiembre de 2017, Foy entró formalmente a formar parte de la película. Después de su fugaz actuación en Blade Runner 2049, Sylvia Hoeks se unió en octubre de 2017. En noviembre de ese mismo año, Claes Bang y Cameron Britton también se sumaron al reparto. En diciembre del mismo año Sverrir Gudnason se unió al elenco. Ya en enero de 2018, Lakeith Stanfield fue contratado para el papel del agente de la NSA Ed Needham. El resto del elenco fue elegido en febrero de 2018, entre los que se contaron los actores Stephen Merchant, Synnøve Macody Lund y Vicky Krieps. Por último, en marzo de 2018, Andreja Pejić también fue elegido para un rol en la película.
En enero de 2018 comenzó la fotografía principal de la cinta en Berlín, finalizando en abril de 2018 en Estocolmo.

## Estreno
The Girl in the Spider's Web fue estrenada el 9 de noviembre de 2018, siendo distribuida por Sony y Columbia Pictures, aunque originalmente su estreno estaba programado para el 5 de octubre de 2018.

## Recepción

### Crítica
The Girl in the Spider's Web ha recibido reseñas moderadas de parte de la crítica y de la audiencia. En el sitio web especializado Rotten Tomatoes, la película posee una aprobación de 38%, basada en 240 reseñas, con una calificación de 5.0/10, mientras que de parte de la audiencia tiene una aprobación de 35%, basada en 1037 votos, con una calificación de 2.8/5.
El sitio web Metacritic le ha dado a la película una puntuación de 43 de 100, basada en 41 reseñas, indicando "reseñas mixtas". Las audiencias encuestadas por CinemaScore le han dado a la película una "B" en una escala de A+ a F, mientras que en el sitio IMDb los usuarios le han dado una calificación de 6.1/10, sobre la base de 48 253 votos. En la página web FilmAffinity, la cinta tiene una calificación de 5.4/10, basada en 3601 votos.